# Australobolbus bihamus
Australobolbus bihamus är en skalbaggsart som beskrevs av Henry Fuller Howden 1992. Australobolbus bihamus ingår i släktet Australobolbus och familjen Bolboceratidae. Inga underarter finns listade.